# Cephonodes kingii
Espèce
Cephonodes  kingii est une espèce d'hétérocères de la famille des Sphingidae, sous famille des Macroglossinae tribu des Dilophonotini et du genre Cephonodes.

## Description
L'envergure des ailes est d'environ 40 mm. Les adultes ressemblent à des bourdons. Ils sont la plupart du temps vert avec un ventre jaune et une bande noire autour des premiers segments abdominaux, et une marque noire sur le segment suivant. Il y a une frange noire autour de la pointe de l'abdomen. Les ailes sont la plupart du temps transparents à l'exception d'une zone opaque près de l'extrémité des ailes antérieures.

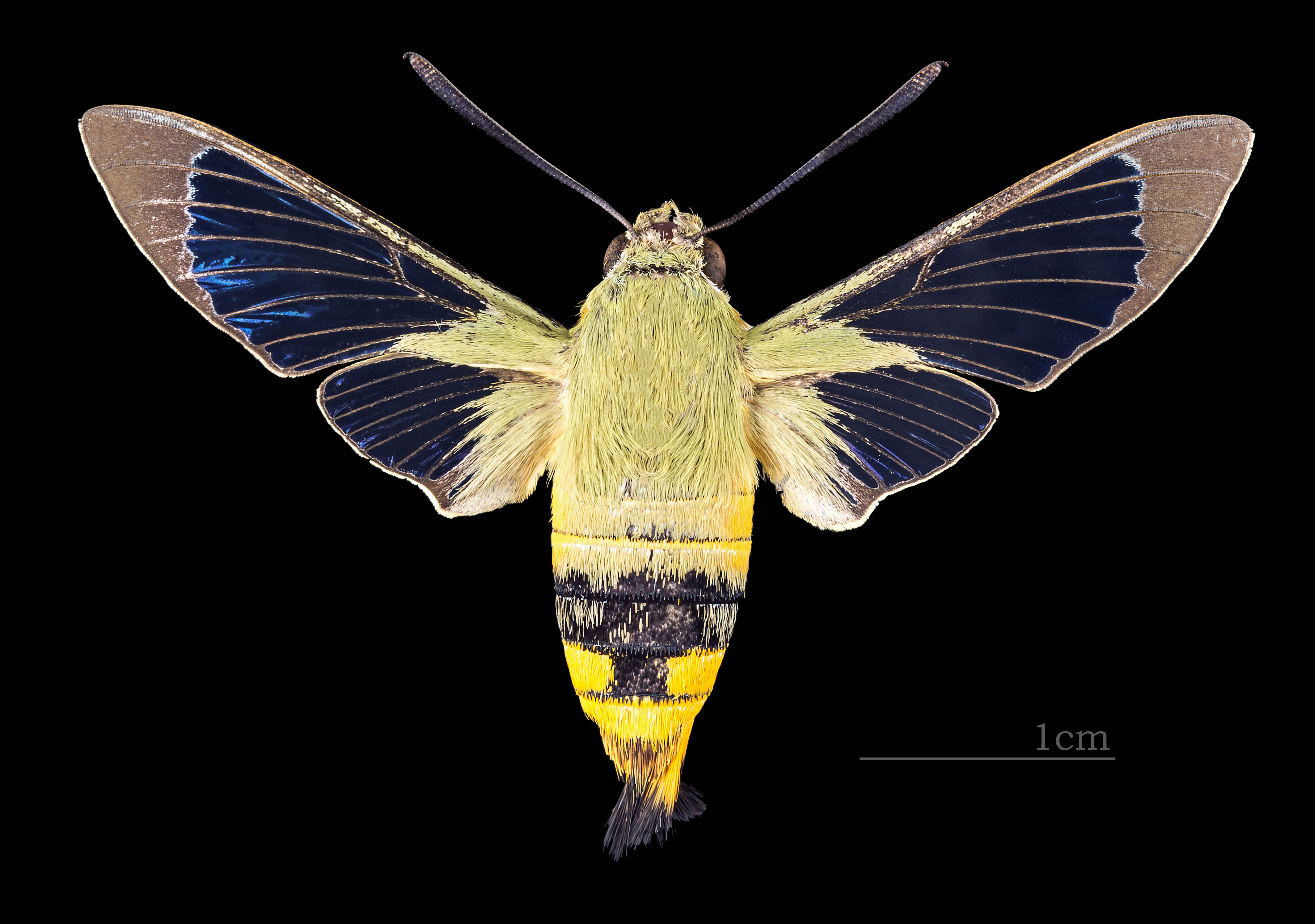
Face dorsale (coll.MHNT)
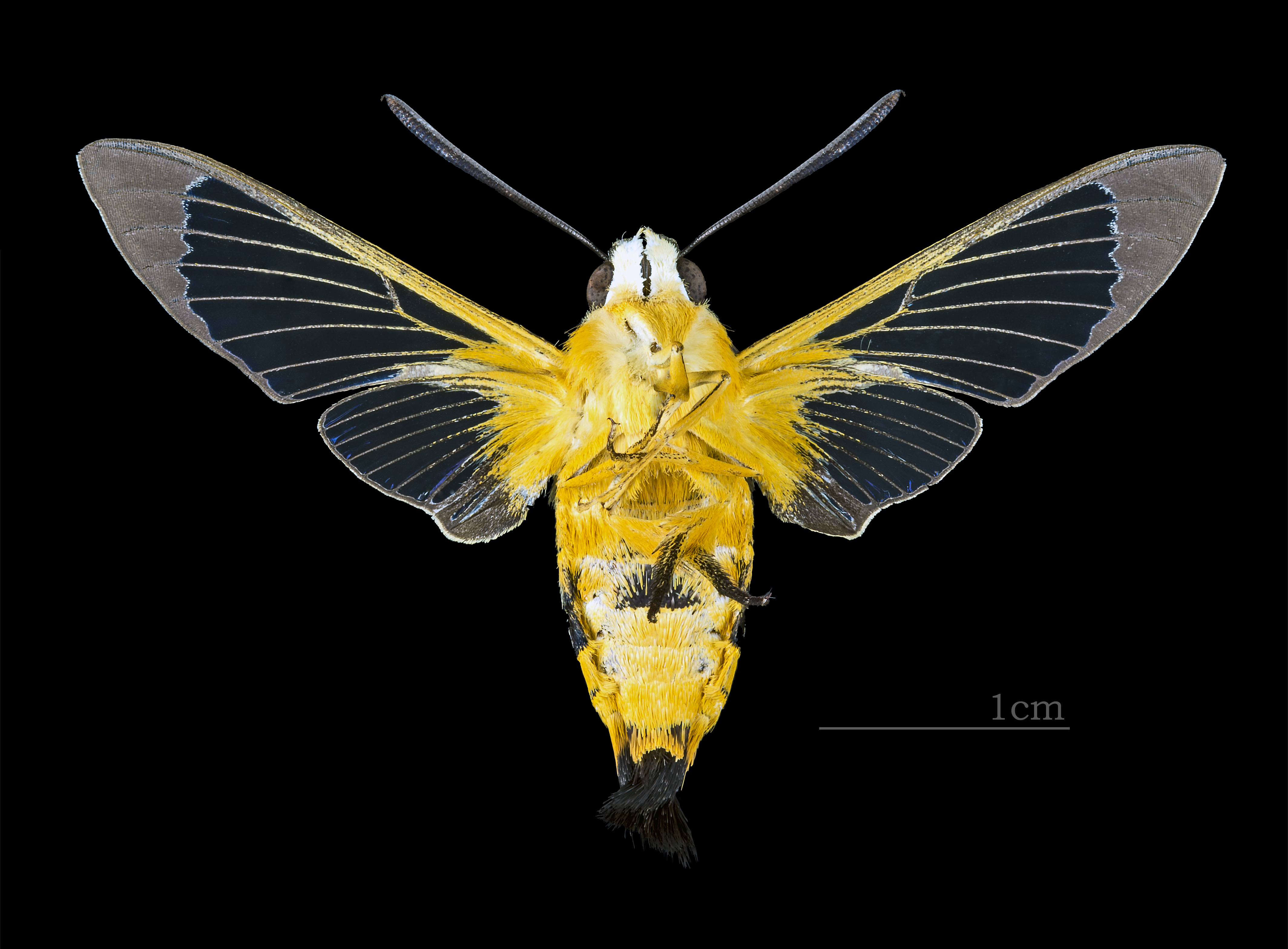
Face ventrale (coll.MHNT)

## Répartition géographique
L'espèce est connue  dans  les deux tiers du nord de l'Australie.

## Biologie
Les adultes se nourrissent du nectar des fleurs.
Les Chenilles se nourrissent sur :  Canthium attenuatum, Canthium coprosmoides, Canthium odoratum, Canthium oleifolium, Gardenia jasminoides,Gardenia ovularis, Gardenia ochreata, Pavetta australiensis, Medicago sativa et d'agrumes.
Elles sont vert pâle avec une corne courte queue noire. Plus tard, ils deviennent noirs, gris ou vert, souvent avec des lignes noires dans le dos. Ils ont une corne postérieure en forme de S peu profond, et ont des stigmates blancs le long de chaque côté indiqué en rouge. La couleur de la tête varie du brun au vert. La nymphose a lieu sous terre dans pupe brun foncé.

## Systématique
L'espèce Cephonodes  kingii a été décrite par le naturaliste australien William Sharp Macleay en 1826, sous le nom initial de Macroglossum kingii.

### Synonymie
- Macroglossum kingii W.S. Macleay, 1826 Protonyme
- Cephonodes bucklandii Butler, 1884